# Воронежская городская дума
Воро́нежская городска́я Ду́ма — представительный орган местного самоуправления городского округа город Воронеж.
К другим органам местного самоуправления относятся глава городского округа город Воронеж, администрация городского округа и контрольно-счетная палата городского округа город Воронеж.
Воронежская городская Дума состоит из 36 депутатов, избираемых на муниципальных выборах по смешанной избирательной системе. Из них 24 — по одномандатным округам, 12 — по партийным спискам сроком на 5 лет. Депутатом Воронежской городской Думы может быть избран гражданин России, достигший 18 лет.
Депутат Воронежской городской Думы осуществляет депутатскую деятельность на постоянной основе, либо без отрыва от основной профессиональной деятельности. На постоянной основе в Воронежской городской Думе могут работать не более 10 процентов депутатов от установленной численности Воронежской городской Думы.

В единый день голосования 14 сентября 2025 года  пройдут выборы депутатов нового созыва.

## Сессия
Основной формой работы Воронежской городской Думы является сессия.
Сессия состоит из заседаний Воронежской городской Думы, а также проводимых в период между ними заседаний её комиссий и депутатских слушаний. Первая неделя каждого месяца в течение сессии отводится для работы депутатов в своих избирательных округах.
Заседания Воронежской городской Думы проводятся по мере необходимости, но не реже одного раза в 3 месяца. О невозможности присутствовать на заседании депутат обязан заблаговременно проинформировать председателя Воронежской городской Думы, либо одного из его заместителей с изложением причины своего отсутствия.
Право на голосование депутат осуществляет лично.

## Взаимодействие с главой городского округа город Воронеж
Глава городского округа город Воронеж присутствует на заседаниях Воронежской городской Думы.
Воронежская городская Дума заслушивает ежегодные отчеты Главы городского округа город Воронеж о результатах его деятельности, деятельности администрации городского округа город Воронеж, в том числе о решении вопросов, поставленных Воронежской городской Думой.

## История
28 августа 1914 года согласно принятому Воронежской городской Думой решению Воронеж стал членом Всероссийского городского союза (Всероссийского союза городов). Союз был учреждён 8-9 августа этого года и оказывал помощь больным и раненым солдатам, офицерам, тесно сотрудничал с Всероссийским земским союзом и обществом Красного креста. Представителем от Воронежа в союзе был единогласно выбран И. Т. Алисов.
Представительный орган местного самоуправления Воронежа — Муниципальный Совет был создан на основании Указа Президента РФ № 1760 от 26 октября 1993 года и Закона Воронежской области «О местном самоуправлении в Воронежской области» № 8-3 от 28 декабря 1994 года.
Первый созыв Воронежского городского муниципального Совета работал с ноября 1994 года по январь 1997 года. Выборы депутатов второго созыва проводились 23 марта 1997 года.
11 мая 2002 года Воронежский городской муниципальный Совет был переименован в Воронежскую городскую Думу.
Численный состав Воронежской городской Думы первого созыва согласно Уставу — 34 человека. Воронежская городская Дума первого созыва прекратила свою деятельность 20 марта 2005 года.
В соответствии с требованиями нового Устава городского округа город Воронеж, принятого 27 октября 2004 года (постановление Воронежской городской Думы № 150-I), Воронежская городская Дума состоит из 36 депутатов.
13 сентября 2015 года в Воронеже состоялись выборы депутатов в Воронежскую городскую Думу IV-го созыва. Двадцать девять мандатов получили представители партии «Единая Россия», четыре мандата — «КПРФ», два мандата — «Справедливая Россия» и один мандат — «ЛДПР». На первом заседании Воронежской городской Думы её председателем был выбран Владимир Федорович Ходырев, занимавший этот пост ранее.

### Фракции IV созыва
| Фракция             | Кол-во депутатов |
| ------------------- | ---------------- |
| Единая Россия       | 29               |
| КПРФ                | 4                |
| Справедливая Россия | 2                |
| ЛДПР                | 1                |

### Список депутатов Воронежской городской думы IV созыва
Округ № 1
Ходырев Владимир Федорович
Округ № 2
Пинигин Алексей Юрьевич
Округ № 3
Черкасов Олег Николаевич
Округ № 4
Образцов Николай Николаевич
Округ № 5
Кочетов Руслан Львович
Округ № 6
Ковалев Виктор Викторович
Округ № 7
Калинин Владимир Александрович
Округ № 8
Тюрин Александр Борисович
Округ № 9
Провоторов Александр Анатольевич
Округ № 10
Оганезов Сергей Иванович
Округ № 11
Золотарёв Алексей Алексеевич
Округ № 12
Соболев Андрей Иванович
Округ № 13
Костырев Игорь Владимирович
Округ № 14
Головин Александр Иванович
Округ № 15
Колиух Сергей Михайлович
Округ № 16
Жуков Александр Алексеевич
Округ № 17
Кандыбин Иван Владимирович
Округ № 18
Кудрявцев Сергей Николаевич
Округ № 19
Чистяков Александр Александрович
Округ № 20
Гребенкин Николай Тимофеевич
Округ № 21
Попова Юлия Владимировна
Округ № 22
Клецов Вадим Владимирович
Округ № 23
Трубецкой Александр Николаевич
Округ № 24
Сысоев Александр Владимирович
«ЕДИНАЯ РОССИЯ»
Бочарова Марина Викторовна
Гусев Михаил Николаевич
Бородин Олег Николаевич
Фёдоров Роман Витальевич
Захаров Олег Игоревич
Крутских Дмитрий Борисович
«КПРФ»
Ашифин Константин Григорьевич
Померанцев Андрей Сергеевич
Звягина Светлана Александровна
«СПРАВЕДЛИВАЯ РОССИЯ»
Рымарь Артем Сергеевич
Турбин Олег Геннадьевич
«ЛДПР»
Бурцев Олег Николаевич

### Фракции V созыва[4]
| Фракции             | Кол-во депутатов |
| ------------------- | ---------------- |
| Единая Россия       | 25               |
| КПРФ                | 5                |
| Справедливая Россия | 3                |
| ЛДПР                | 1                |
| Родина              | 1                |
| Самовыдвиженцы      | 1                |

### Список депутатов Воронежской городской думы V созыва[5]
Округ № 1
Ходырев Владимир Федорович
Округ № 2
Швецов Дмитрий Сергеевич
Округ № 3
Черкасов Олег Николаевич
Округ № 4
Авдеев Сергей Алексеевич
Округ № 5
Пинигин Алексей Юрьевич
Округ № 6
Панфилов Алексей Иванович
Округ № 7
Калинин Владимир Александрович
Округ № 8
Чуфинев Александр Валентинович
Округ № 9
Провоторов Александр Анатольевич
Округ № 10
Золотарёв Алексей Алексеевич
Округ № 11
Бойко Андрей Николаевич
Округ № 12
Соболев Андрей Иванович
Округ № 13
Костырев Игорь Владимирович
Округ № 14
Померанцев Андрей Сергеевич
Округ № 15
Колиух Сергей Михайлович
Округ № 16
Жуков Александр Алексеевич
Округ № 17
Кандыбин Иван Владимирович
Округ № 18
Кудрявцев Сергей Николаевич
Округ № 19
Чистяков Александр Александрович
Округ № 20
Крутских Дмитрий Борисович
Округ № 21
Попова Юлия Владимировна
Округ № 22
Клецов Вадим Владимирович
Округ № 23
Рымарь Артем Сергеевич
Округ № 24
Сысоев Александр Владимирович
«ЕДИНАЯ РОССИЯ»
Жогов Роман Владимирович
Ковалев Сергей Алексеевич
Коржов Николай Александрович
Новомлинский Владислав Валерьевич
Зачупейко Андрей Викторович
«КПРФ»
Дударев Владимир Александрович
Гуков Олег Александрович
Ашифин Константин Григорьевич
«СПРАВЕДЛИВАЯ РОССИЯ»
Суверин Андрей Александрович
Захаров Денис Олегович
«ЛДПР»
Яковлев Юрий Васильевич
"Родина"
Чекмарёв Артём Витальевич

## Гласные и председатели Воронежской городской Думы

### Гласные Воронежской городской думы
- В. И. Титов, принадлежащий к известному купеческому роду. Семья Титовых стала известна фабричным производством в конце XVIII века-начале XIX века.
- 1913-1917 годы — А.-Д. У. Юхневич (поляк, дворянин, окончил университет и институт инженеров путей сообщения в Санкт-Петербурге, был кандидатом физико-математических наук. В Воронеже он с 1893 года работал управляющим товарищества «Глинозём», занимавшегося производством кирпича, который использован при строительстве многих зданий города Воронежа. Сохранился дом (ул. Авиационная, 31), в котором А.-Д. У. Юхневич жил со своей женой, портнихой А. Н. Скуратовой, до 1918 года)
- Карцев, Рафаил Митрофанович — в 1905 году.

### Председатели Воронежской городской Думы
- 2005—2008 г. — Колиух Сергей Михайлович
- 2008—2012 г. — Шипулин Александр Никитович
- с 2012 г. — Ходырев Владимир Фёдорович